# Municipio de Courtenay
El municipio de Courtenay (en inglés: Courtenay Township) es un municipio ubicado en el condado de Stutsman en el estado estadounidense de Dakota del Norte. En el año 2010 tenía una población de 36 habitantes y una densidad poblacional de 0,39 personas por km².

## Geografía
El municipio de Courtenay se encuentra ubicado en las coordenadas 47°11′23″N 98°31′51″O / 47.18972, -98.53083. Según la Oficina del Censo de los Estados Unidos, el municipio tiene una superficie total de 91.92 km², de la cual 91,26 km² corresponden a tierra firme y (0,72 %) 0,67 km² es agua.

## Demografía
Según el censo de 2010, había 36 personas residiendo en el municipio de Courtenay. La densidad de población era de 0,39 hab./km². De los 36 habitantes, el municipio de Courtenay estaba compuesto por el 100 % blancos. Del total de la población el 0 % eran hispanos o latinos de cualquier raza.